# Rajd Rzeszowski 2013
22. Rajd Rzeszowski – 22. edycja Rajdu Rzeszowskiego. Był to rajd samochodowy rozgrywany od 8 do 10 sierpnia 2013 roku. Bazą rajdu było miasto Rzeszów. Była to czwarta runda Rajdowych Samochodowych Mistrzostw Polski w roku 2013.

## Wyniki końcowe rajdu[1]
| Miejsce | Kierowca             | Pilot             | Samochód                | Czas      | Strata  | Grupa Klasa | Punkty |
| ------- | -------------------- | ----------------- | ----------------------- | --------- | ------- | ----------- | ------ |
| 1       | Kajetan Kajetanowicz | Jarosław Baran    | Subaru Impreza STi R4   | 1:33:29.1 | -       | 2           | 42     |
| 2       | Maciej Rzeźnik       | Przemysław Mazur  | Peugeot 207 S2000       | 1:34:38.8 | +1:09.7 | 2           | 34     |
| 3       | Grzegorz Grzyb       | Daniel Siatkowski | Škoda Fabia S2000       | 1:35:01.5 | +1:32.4 | 2           | 33     |
| 4       | Michał Bębenek       | Grzegorz Bębenek  | Subaru Impreza STi R4   | 1:36:14.3 | +2:45.2 | 2           | 22     |
| 5       | Maciej Oleksowicz    | Michał Kuśnierz   | Ford Fiesta S2000       | 1:36:18.1 | +2:49.0 | 2           | 19     |
| 6       | Tomasz Kuchar        | Daniel Dymurski   | Peugeot 207 S2000       | 1:37:07.2 | +3:38.1 | 2           | 15     |
| 7       | Bryan Bouffier       | Xavier Panseri    | Peugeot 208 R2          | 1:39:40.1 | +6:11.0 | 6           | 10     |
| 8       | Aleksander Zawada    | Cathy Derousseaux | Renault Clio R3         | 1:40:15.7 | +6:46.6 | 5           | 4      |
| 9       | Szymon Kornicki      | Przemysław Bosek  | Citroën DS3 R3T         | 1:40:34.4 | +7:05.3 | 5           | 6      |
| 10      | Paweł Danilczuk      | Maciej Gleixner   | Mitsubishi Lancer Evo X | 1:41:55.4 | +8:26.3 | 3           | 1      |